# Högnabba

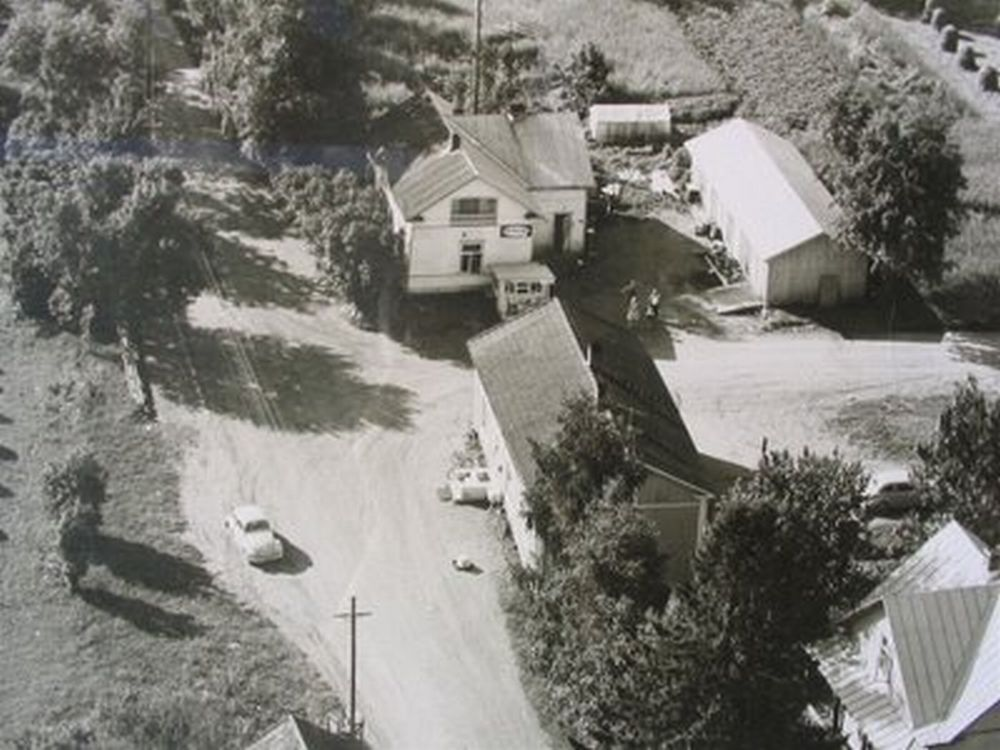
Bybutikerna och kiosken i Högnabba tidigt 60-tal.

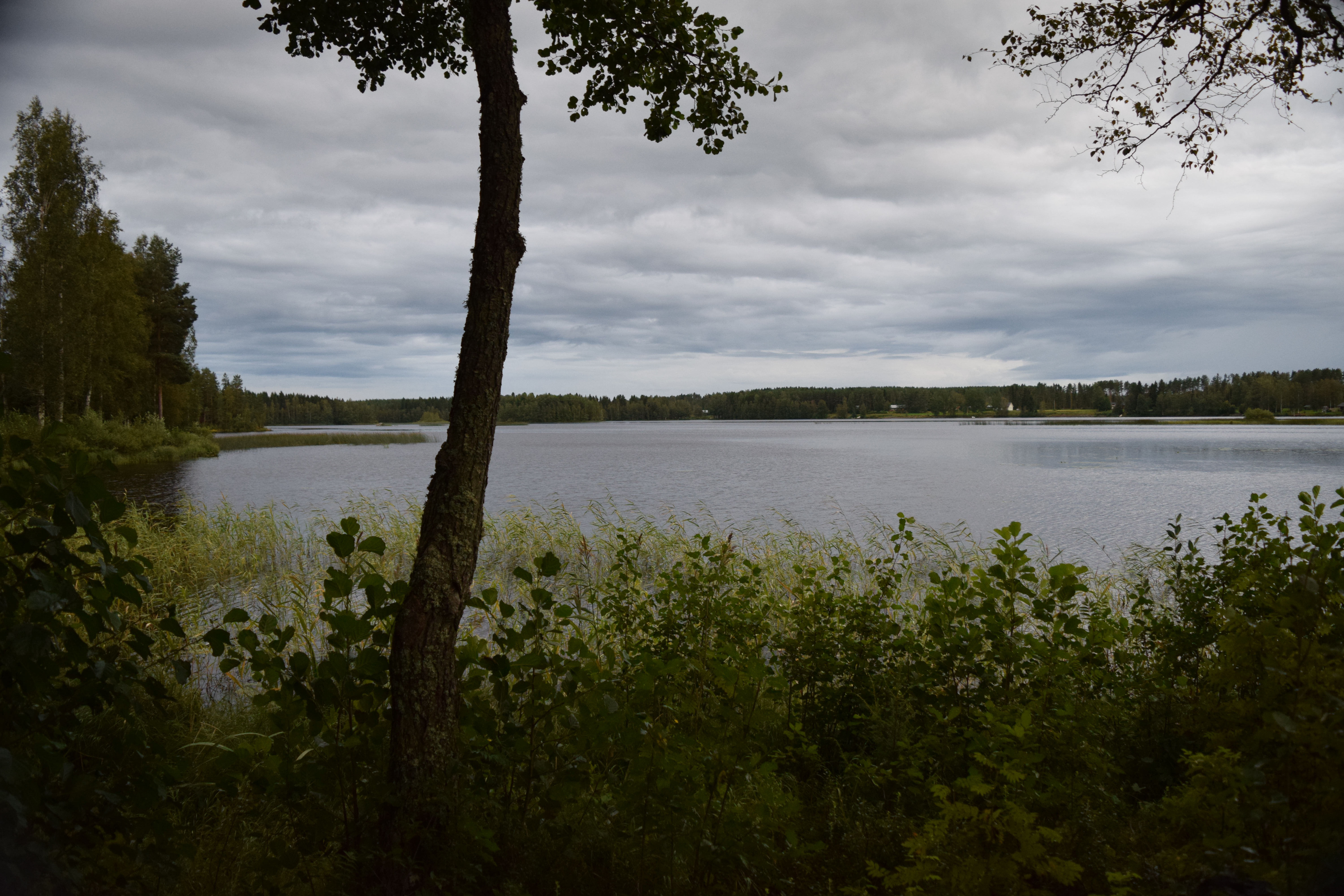
Peckasjön i Högnabba.

Högnabba är en by i Terjärv (på finska Teerijärvi) cirka 8 km söder om Terjärv centrum i Kronoby kommun i Österbotten i Finland.
I byn bor drygt 100 invånare, både svensk- och finsktalande. I Högnabba finns en ungdomslokal, danspaviljong och ett bönehus. Närbelägna byar är Djupsjöbacka, Småbönders och Kortjärvi, Gårdsgrupperna i Högnabba är Emas, Lotas, Peckas , men också Nysto, Skallobacka, Peto, Sunde, Pållas, Simjus. Högnabba gränsar också till finska byn Ina (Änabyi) i Evijärvi.
Högnabba är även ett vanligt släktnamn i trakten.
Svölostikko i Högnabba var populär på 60 o 70 talet. Svölostikko vilket var en bänk var byborna ofta satt och diskuterade allt mellan 'Högnabba och himlen'.

## Sjöarna i Högnabba[2]
- Peckasjön
- Petosjön
- Lotassjön
- Flotasjön
- Emassjön
- Skitujärv
- Djupsjön
- Skitusjön
- Lampsjön
- Dryftsjön

## Kända bybor
- Onni Högnabba, Spelman
- Erik Granvik, Författare